# بای‌قشقا-ترک
بای‌قشقا-ترک (به لاتین: Baykashka-Terek) یک روستا در قرقیزستان است که در شهرستان آق‌سی واقع شده‌است. بای‌قشقا-ترک ۱٬۰۹۶ نفر جمعیت دارد و ۱٬۰۴۰ متر بالاتر از سطح دریا واقع شده‌است.